# Allmogekor
Allmogekor (Allmoge-Rinder; Singular Allmogeko [almuːɡəkuː]) ist eine Sammelbezeichnung für die alten Landrinderrassen Schwedens.

## Rassen
Es existier(t)en etliche alte Allmogeko-Rassen. Offizieller Zuchtbuchführer für die meisten ist die Föreningen Allmogekon, die Vereinigung Allmogeko. Sie konzentriert sich aber zurzeit auf die Erhaltung von drei Rassen und führt auch nur für diese Zuchtbücher:
- Bohuskulla,
- Ringamålako,
- Väneko.

Zwei ausgesprochene Milchrassen, die Fjällko und die Rödkulla, werden von Svensk Mjölk, dem schwedischen Berufsverband der Milchviehbauern, betreut.
Die schwedische Samarbetsgruppen Lantrasforum (Gemeinschaft Landrassenforum) führt auf ihrer Roten Liste alle zuchtbuchgeführten Rassen der Allmogeko in der höchsten Gefährdungsstufe, „akut bedroht“.

## Verwendung
Diese Rinder sind widerstandsfähig, gesund und selbstgenügsam und so hervorragend für extensive Freilandhaltung auf Wiesen und in lichten Wäldern geeignet. Verwendet wurden sie als Zwei- bis Dreinutzungsrassen, d. h. als Rassen, die als Zugtiere, als Milch- und als Fleischlieferanten dienen. In Hinblick auf Gewinnmaximierung können sie nicht mit modernen hochgezüchteten Einnutzungsrassen konkurrieren. Ihre Stärken liegen in der extensiven Weidewirtschaft und damit auch in landschaftspflegerischen Beweidungsprojekten sowie in der pflegeleichten und genügsamen Haltung für den nicht-bäuerlichen Eigenbedarf.  Darüber hinaus werden sie als lebende Genbank erhalten und nicht zuletzt als wertvolles Kulturgut.

## Name
Das schwedische Wort „kor“ (Kühe) ist die Pluralform von „ko“ (Kuh), „allmoge“ ist der Bauernstand. Der Name kann also als „Bauernstandskuh“, als „Bauernkuh“ oder schlicht als „Landkuh“ übersetzt werden.